# Fernando Gusmão
Fernando Paulo Figueiredo Buarque de Gusmão (Recife, 24 de dezembro de 1967) é um ex-líder estudantil e político brasileiro. Foi eleito três vezes Vereador pela Cidade do Rio de Janeiro e deputado estadual.

## Biografia
Tendo se filiado ao Partido Comunista do Brasil e se tornado líder da União da Juventude Socialista (UJS), foi eleito presidente da União Nacional dos Estudantes, durante o 43º Congresso da entidade, para a gestão de 1993-1995, sucedendo Lindberg Farias, logo após o impeachment de Fernando Collor.
Durante a gestão de Fernando Gusmão, os estudantes ampliaram o direito de meia-entrada nos eventos culturais através da confecção de carteiras da UNE.
Suas reivindicações costumavam ser bem recebidas em Brasília pelo presidente Itamar Franco, conseguindo retomar o terreno da Praia do Flamengo, onde funcionou a sede histórica da UNE.
Foi sucedido por Orlando Silva Júnior, que já era o seu diretor de comunicação na entidade.
Foi candidato à Vereador em 1996, mas só veio a assumir o cargo em 1999.
Foi candidato ao Senado Federal em 2002 tendo obtido próximo de 400 mil votos.
Foi reeleito Vereador em 2004 com mais de 36 mil votos.
Em 2006, se elegeu Deputado Estadual com 42 mil votos, assumindo o mandato em 2007. Não foi reeleito em 2010.